# Anton Gostner
Anton Gostner (* 21. Januar 1920 in St. Andrä bei Brixen; † 7. Januar 1962 in Bozen) war Mitglied des Befreiungsausschusses Südtirol.

## Leben
Gostner war an den Sprengstoffanschlägen auf Strommasten in Südtirol beteiligt und wurde von den Carabinieri festgenommen. Gostner erlitt am 7. Jänner 1962 im Bozner Gefängnis einen Herzanfall. Der Vorfall verursachte sowohl in Südtirol als auch international Aufsehen. Die Exekutive wies alle Anschuldigungen von sich.
Eine Obduktion des Toten wurde am 10. Januar 1962 im Bozner Krankenhaus vorgenommen.
Sieben Tage nach seinem Tod begannen die Südtiroler Häftlinge in Bozen und Trient einen Hungerstreik und forderten die Einsetzung einer internationalen Untersuchungskommission. Auch die Südtiroler Abgeordneten erhoben diese Forderung, der allerdings nicht entsprochen wurde. Deshalb wurden einige Häftlinge nach Verona und Vicenza strafverlegt.